# شکوفه‌نما
شکوفه‌نما (نام علمی: Euthaliopsis) نام یک سرده از زیرخانواده دریابدها است.